# Horn
Horn osztrák város, Alsó-Ausztria Horni járásának székhelye. 2024 januárjában 6505 lakosa volt.

## Elhelyezkedése

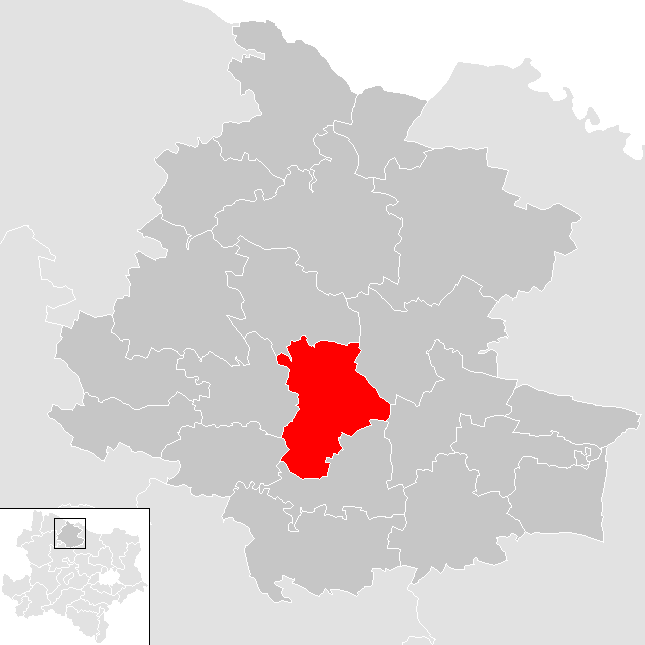
Horn a Horni járásban

Horn a tartomány Waldviertel régiójában fekszik, a Horni-medencében, a Taffa folyó mentén (amelybe itt torkollik a Mödringbach patak). Területének 34,2%-a erdő, 51% áll mezőgazdasági művelés alatt. Az önkormányzat 5 települést egyesít: Breiteneich (376 lakos 2024-ben), Doberndorf (34), Horn (5499), Mödring (465) és Mühlfeld (131).
A környező önkormányzatok: északra Pernegg, északkeletre Sigmundsherberg, keletre Meiseldorf, délre Rosenburg-Mold, délnyugatra Altenburg, nyugatra Sankt Bernhard-Frauenhofen.

## Története

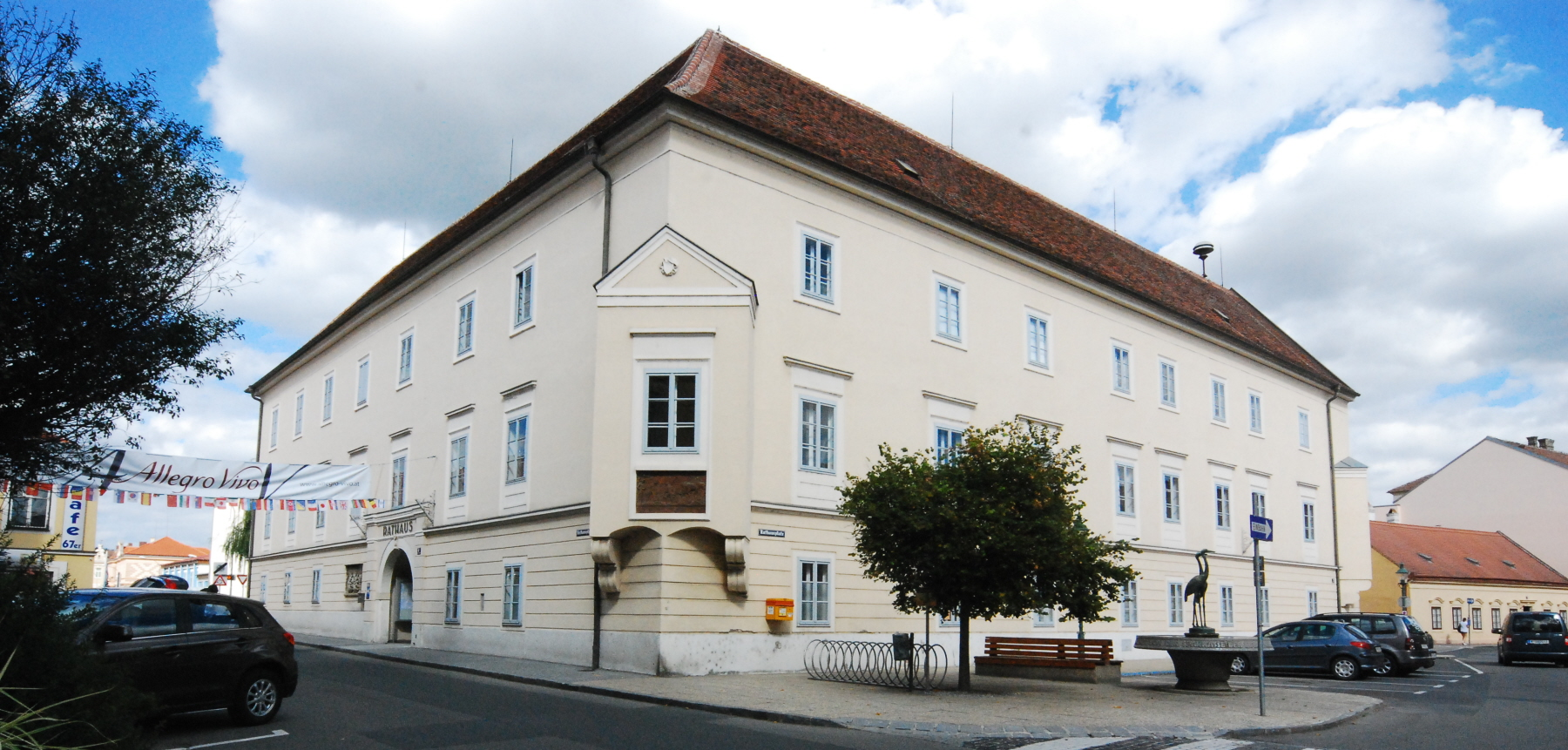
A városháza

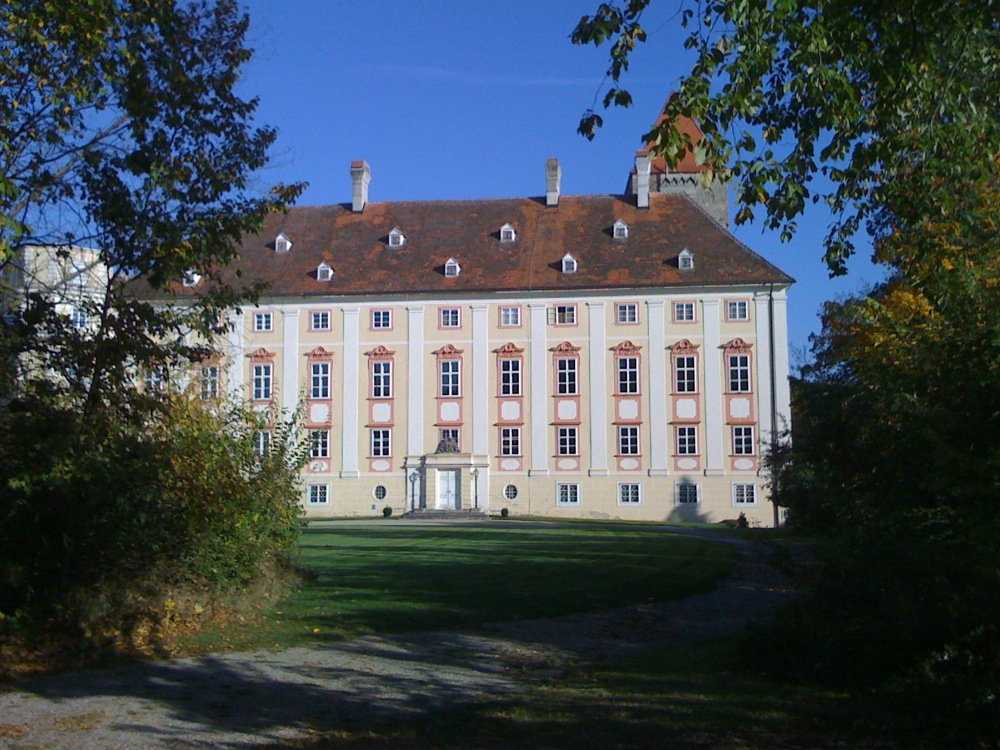
A horni kastély

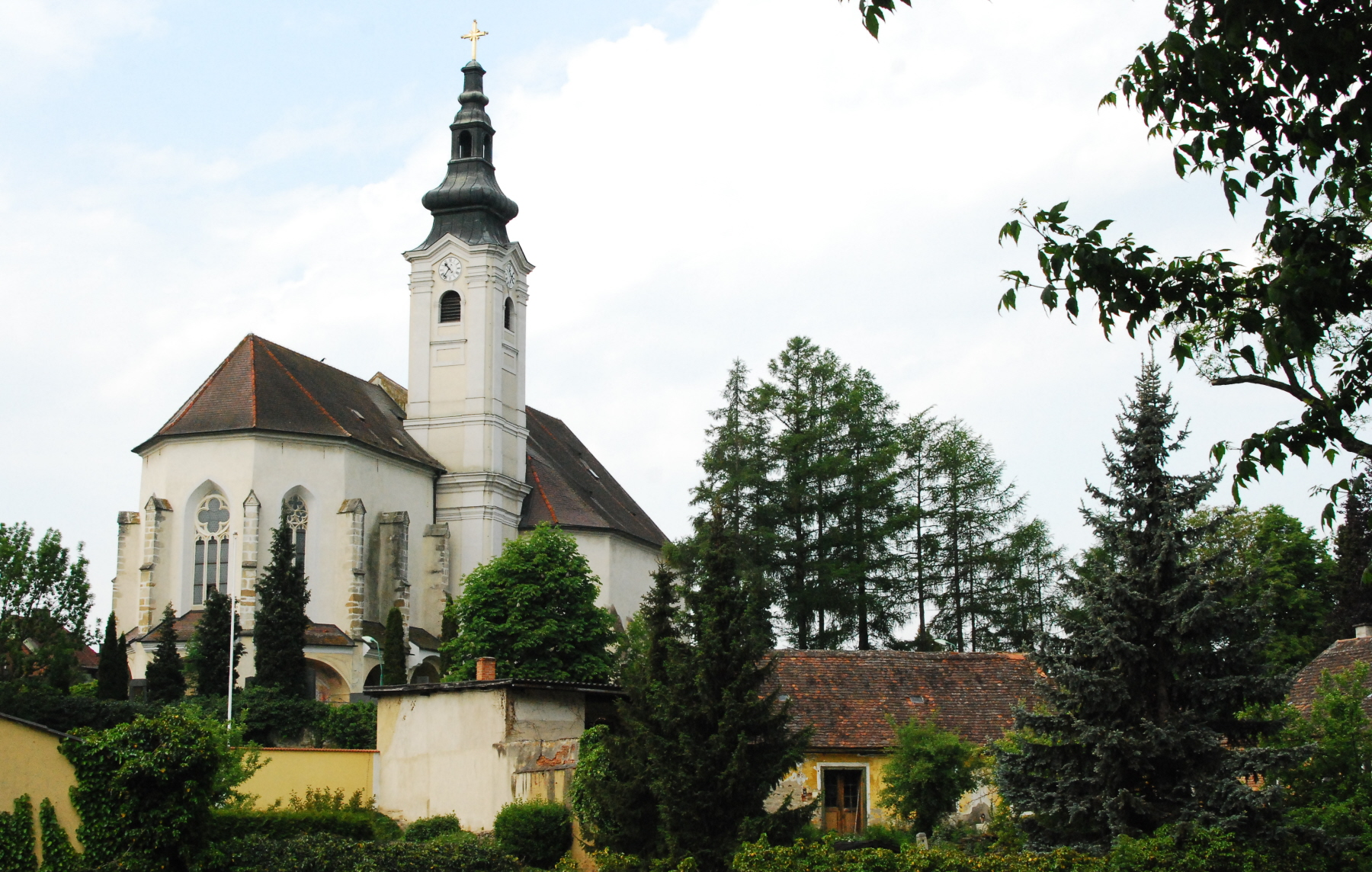
A Szt. István-plébániatemplom

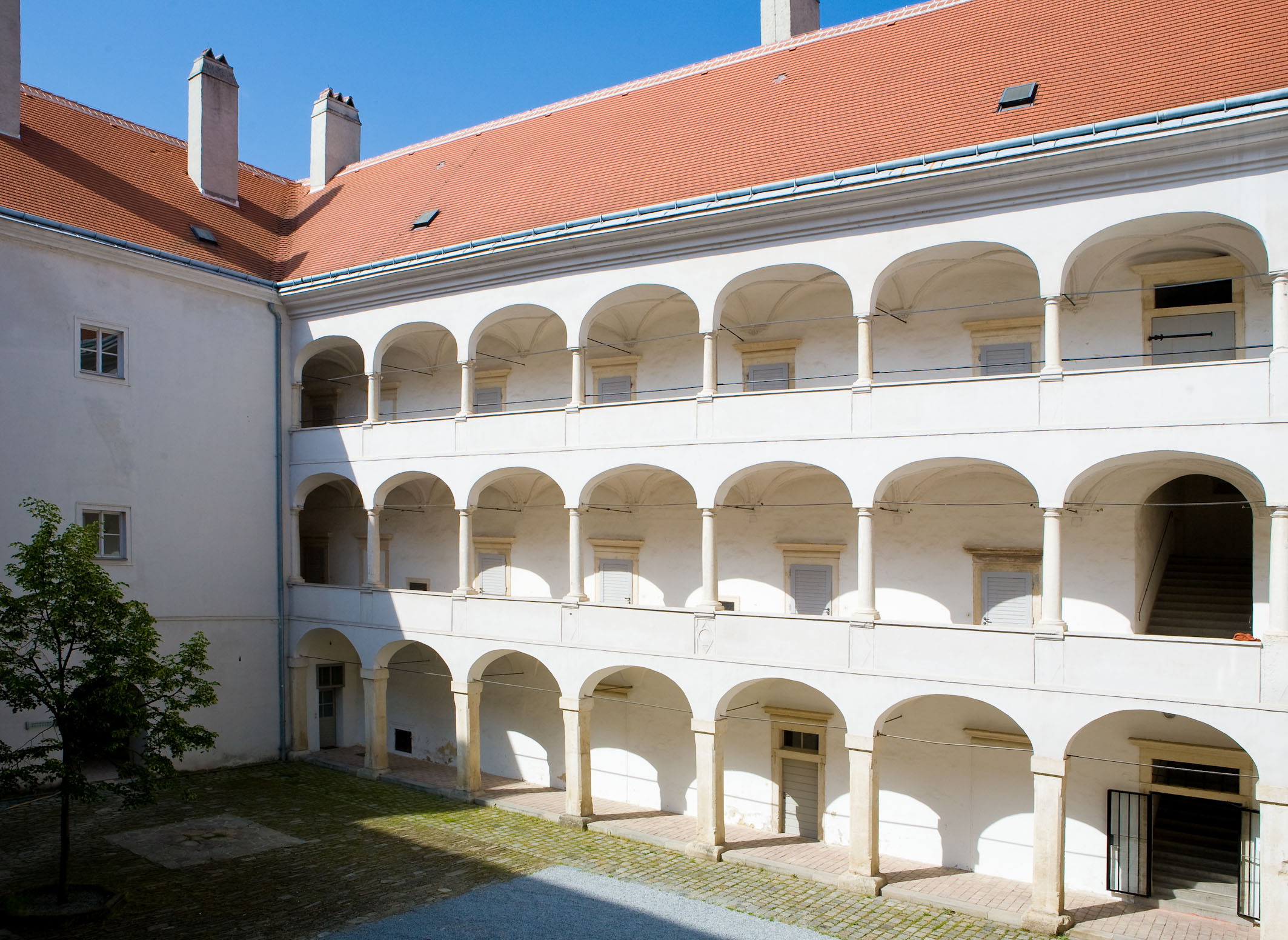
A volt piarista rendház reneszánsz udvara

Horn területén a régészek mintegy 30 ezer éves, az aurignaci kultúrához tartozó táborhelyet tártak fel, de ismertek 12 ezer éves kőszerszámok is és a neolitikumból (i. e. 5000 körül) származó településnyomok is. Megtelepült itt a lengyeli kultúra (i. e. 4500), a rézkori ljulbljanai-vucedoli kultúra és a kora vaskori hallstatti kultúra népe is. Később kelták, majd markomannok éltek itt.
Horn nevét (Hornarun formában) 1050 körül említik először, amikor Gerold gróf és felesége Christine (valószínűleg a Rebgau családból) itteni birtokukon templomot építettek. A 12-13. században a Taffa folyó túlpartján fallal körülvett települést alapítottak, amelyet 1282-ben már városként (civitas) említettek. Fontos kereskedelmi központtá fejlődött, vámszedési joggal rendelkezett és járásbírósági székhely volt. Ekkor épült tornyokkal megerősített városfala, amely máig fennmaradt. 1426/27-ben feldúlták az Alsó-Ausztriába betörő cseh husziták, a 15. század második felében pedig Mátyás magyar király foglalta el; a magyaroktól 1486-ban ostrommal vették vissza a császári csapatok.
A reformáció után a lakosság többsége áttért a lutheránus vallásra, a 16. század végén Horn a protestantizmus egyik helyi bástyájának számított. A lutheránus nemesek 1608-ban megalapították a Mátyás főherceg ellen irányuló Horni Ligát. A harmincéves háború kitörését követően a császári hadsereg elfoglalta, elkobozták addigi urától és a katolikus Vinzenz Muschinger vásárolta meg. 17. század közepére – elsősorban Ferdinand Sigismund Kurtz von Senftenau gróf tevékenységének hatására –  győzött az ellenreformáció. A gróf alapított egy piarista rendházat (1656), a Schola Hornana katolikus iskolát (1657) és egy harminc házból álló iparosfalut a takácsok és ruhafestők számára (1650; ez volt Ausztria első munkástelepe). Kurz grófot 1659-ben veje, Ferdinánd Maximilian Sprinzenstein gróf (1625-1679) követte a város hűbérurainak sorában, 1679-től pedig veje, Leopold Karl Hoyos gróf, akivel Horn a Hoyos (1822-től Hoyos-Sprinzenstein) grófok birtokává vált.
1732-ben nagy sörfőzde épült a városban, amely 1750 körül kezdte gyártani a horni búzasört, amely messze a város határain túl, még Bécsben is igen keresett volt. 1850-ben megreformálták a közigazgatási rendszert, Horn ekkor lett az akkor kialakított járás központja. 1889-ben a Kamptal vasút megnyitásával bekapcsolódott a vasúthálózatba. A 20. században számos iskola nyílt, itt állomásozott a 6. alsó-ausztriai gyalogezred és itt volt a járásbíróság központja is; Horn a Waldviertel nemhivatalos fővárosává vált.
Az 1938-as Anschlusst követően a városvezetés a nemzetiszocialista eszmék lelkes támogatójává vált. Az 1873-ban alapított zsidó hitközséget 1938 szeptemberében feloszlatták és a járás összes zsidóját erőszakkal Bécsbe telepítették. A főteret átkeresztelték Adolf-Hitler-Platzra (korábban az ausztrofasiszta rendszer alapítójának, Dollfußnak a nevét viselte). A Höbarth-múzeum udvarán egy Adolf Hitler-szökőkutat állítottak fel, amely némileg átépítve, de ma is látható. A múzeum különösen büszke volt arra, hogy itt volt kiállítva a Német Birodalom legrégebbi (kőkori) horogkereszt-ábrázolása.
A második világháború után a megszálló Vörös Hadsereg hadifogolytáborként használta a városi laktanya megrongálódott épületeit. 1946-ban az alsó-ausztriai csendőriskola és a csendőrparancsnokság vette át az épületek kezelését, a megszállást követően, 1956-ban pedig az újonnan alakult osztrák fegyveres erők egyik Landwehr-ezredét helyezték el itt. A komplexum 1967-ben kapta a Radetzky-laktanya nevet.

## Lakosság
A horni önkormányzat területén 2024 januárjában 6505 fő élt. A lakosságszám 1971-ig mutatott növekvő tendenciát, azóta stagnál. 2022-ben az ittlakók 89,2%-a volt osztrák állampolgár; a külföldiek közül 0,8% a régi (2004 előtti), 1,9% az új EU-tagállamokból érkezett. 2,8% a volt Jugoszlávia (Horvátország és Szlovénia kivételével) vagy Törökország; 5,3% egyéb ország polgára volt. 2001-ben a lakosok 88,5%-a római katolikusnak, 1,4% evangélikusnak, 0,7% ortodoxnak, 3% mohamedánnak, 4,7% pedig felekezeten kívülinek vallotta magát. Ugyanekkor 15 magyar élt a városban; a legnagyobb nemzetiségi csoportokat a németek (94,2%) mellett a szerbek (1,3%) és a horvátok (1%) alkották.
A népesség változása:

| 2016 | 6 628 |
| 2018 | 6 520 |

## Látnivalók
- a középkori városfal maradványai
- a horni kastély
- a breiteneichi kastély

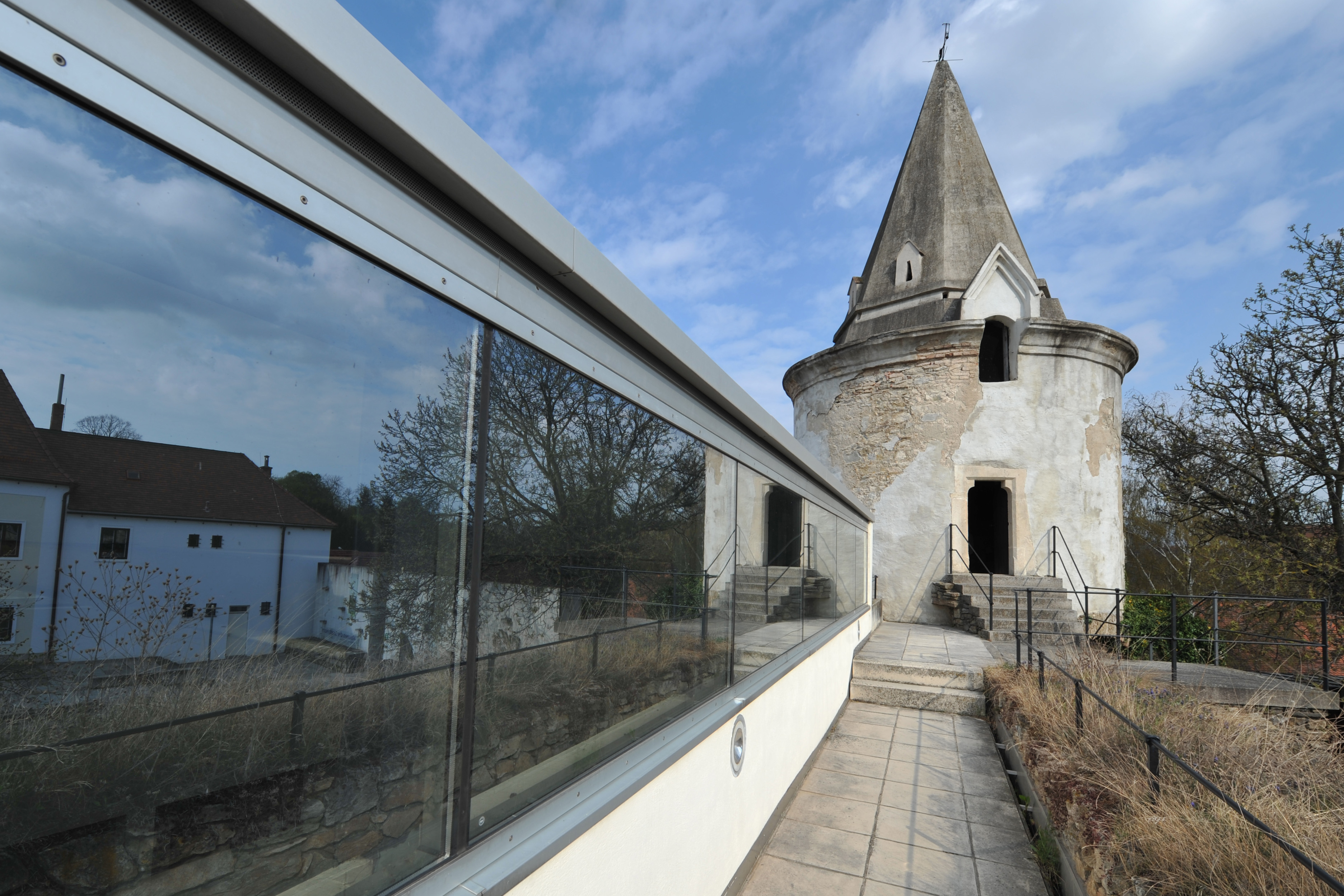
A Höbart-múzeum

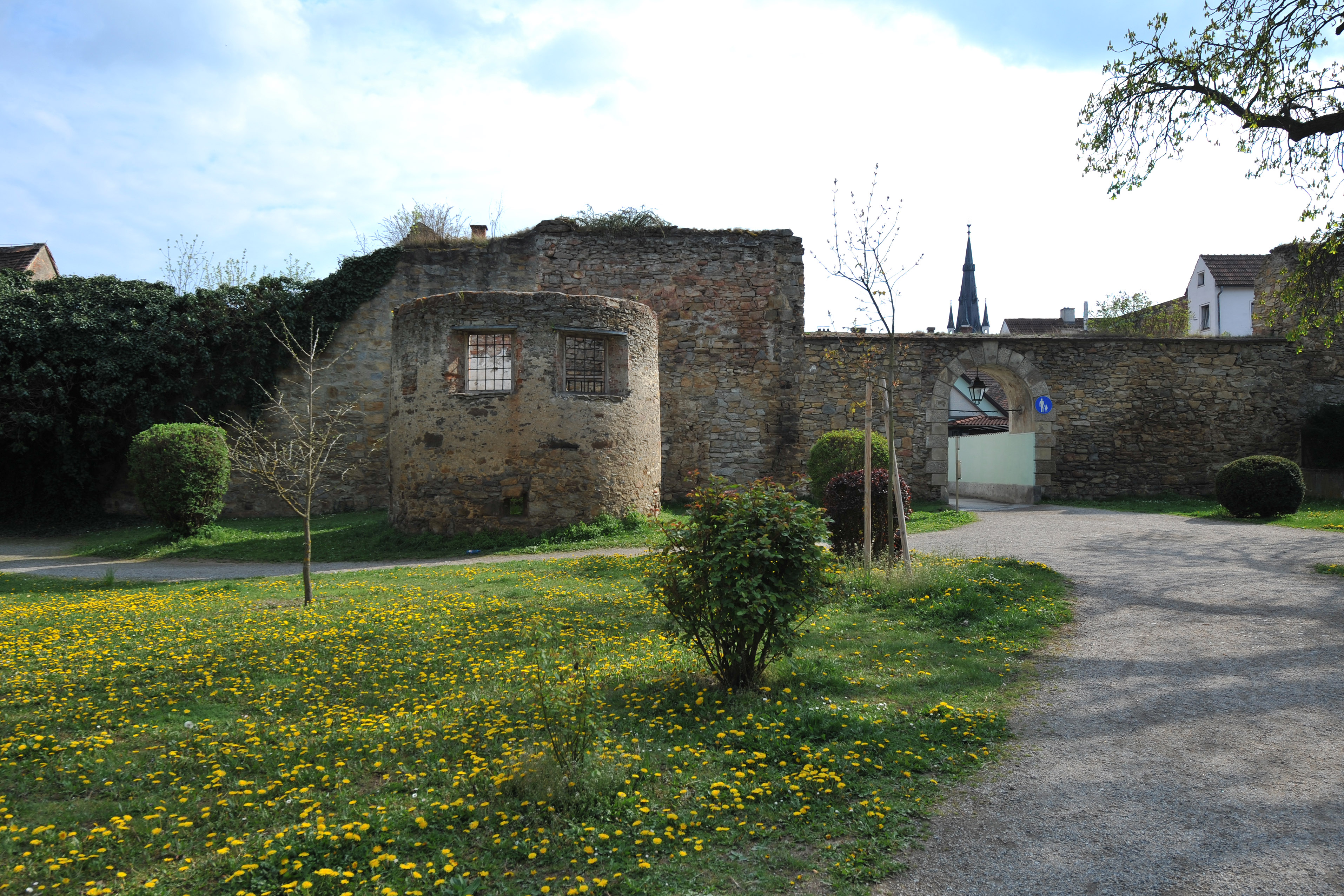
A középkori városfal

- a Szt. István (régi) plébániatemplom
- a Szt. György (új) plébániatemplom
- a mödringi Keresztelő Szt. János-plébániatemplom
- a volt piarista rendház (ma művelődési ház)
- a Höbart-múzeum
- mezőgazdasági gépek múzeuma

## Híres horniak
- Johann Ernst Hoyos von Sprinzenstein (1779–1849) katonatiszt, arisztokrata
- Marie Andree-Eysn (1847–1929) botanikus és néprajztudós
- Moriz Winternitz (1863–1937) indológus, etnológus
- Ulrich Seidl (1952-) filmrendező
- Christoph Baumgartner (1999-) labdarúgó
- Leo Greiml (2001-) labdarúgó

## Fordítás
- Ez a szócikk részben vagy egészben  a   Horn (Niederösterreich) című német Wikipédia-szócikk ezen változatának fordításán alapul.  Az eredeti cikk szerkesztőit annak laptörténete sorolja fel. Ez a jelzés csupán a megfogalmazás eredetét és a szerzői jogokat jelzi, nem szolgál a cikkben szereplő információk forrásmegjelöléseként.